# 335 г. пр.н.е.
335 (триста тридесет и пета) година преди новата ера (пр.н.е.) е година от доюлианския (Помпилийски) римски календар.

## Събития

### В Европа

#### В Тракия и Гърция
- Александър е принуден да започне военна кампания в Тракия, в земите до Дунав и Илирия, за да запази подчинението на района след убийството на баща му.[1]
- В Тива избухва бунт срещу македонците след като до града достига слух, че Александър Велики е убит. Олигархията поставена от Филип II Македонски да управлява града е отхвърлена, а македонския гарнизон е обсадена. Духът на бунта достига и Атина, където под натиска на Демостен и Ликург е гласувана парична помощ за въстанала Тива, което позволява на града да мобилизира цялото си гражданско множество.[2]
- Александър осъществява светкавичен поход на юг, който прекратява възможността за разпространяване на въстаническите настроения и поставя Тива в изолация. Градът отхвърля дипломатическите увертюри на царя, което довежда и до неговото превземане от Александър. Тива е разрушена, а населението поробено.[2]
- Тежкото наказание на Тива служи за пример и обезкуражава противниците на Александър. Атинската делегация, която е изпратена да проси снизхождение е третирана грубо и пред нея царят поставя условието да му бъдат предадени осем видни атиняни, сред които Демостен, Ликург и отличилия се военачалник Харидем. накрая се достига до компромис, според който Александър приема атиняните сами да накажат изброените хора ако се счете, че това е необходимо. Така докато Харидем е изпратен в изгнание, като единствено задължително наказание поставено от Александър, останалите атински политици не са засегнати, а самият град се нарежда сред лоялните на македонския цар.[2]
- Аристотел се завръща в Атина, където предпочита да не се присъедини отново към Академията, ръководена от Ксенократ, а да основе своя философска школа.[3]

#### В Римската република
- Консули са Марк Атилий Регул Кален и Марк Валерий Корв (за IV път).
- Град Калес е превзет от консула Валерий Корв, който след това празнува трети триумф за победата си.[4]

### В Азия

#### В Персийската империя
- До края на годината Хабабаш е ликвидиран и Египет отново е окупиран от Персийската империя.[5]

## Починали
- Евбул, атински политик и държавник (роден ок. 405 г. пр.н.е.)
- Хикет, гръцки философ (роден ок. 400 г. пр.н.е.)